# 海老井英次
海老井 英次（えびい えいじ、1938年12月17日 - ）は、日本近代文学研究者。九州大学名誉教授。

## 略歴
東京市（現新宿区）生まれ。1962年九州大学文学部仏文科卒、1966年同国文科卒、1986年「大正時代,個人主義文学展開の中軸としての芥川龍之介の作品研究」で文学博士の学位の取得。九大国文科助手、純真女子短期大学講師、大分工業高等専門学校講師、北九州大学助教授、九州大学教養部助教授、教授、九州大学大学院比較社会文化研究院教授、2001年定年退官、名誉教授、京都女子大学教授。2009年退職。芥川龍之介が専門。

## 著書

### 単編著
- 『鑑賞日本現代文学 第11巻 芥川龍之介』角川書店、1981年7月。ISBN 978-4045808111。
- 『芥川竜之介論攷 自己覚醒から解体へ』桜楓社、1988年1月。ISBN 978-4273022211。
- 『芥川龍之介〈1〉 (近代文学注釈叢書)』有精堂出版、1990年8月。ISBN 978-4640303240。
- 『ふるさと文学館 第四六巻 福岡 I』ぎょうせい、1994年1月1日。ISBN 978-4324038130。
- 『ふるさと文学館 第四七巻 福岡 II』ぎょうせい、1995年7月1日。ISBN 978-4324038147。
- 『芥川龍之介作品論集成 第2巻 地獄変 歴史・王朝物の世界』翰林書房、1999年10月。ISBN 978-4877370824。
- 『開化・恋愛・東京 漱石・龍之介』おうふう、2001年3月。ISBN 978-4273031589。
- 『芥川龍之介 人と文学』勉誠出版、2003年8月15日。ISBN 978-4585051619。

### 共編著
- 『芥川竜之介』編著 桜楓社 1973
- 海老井英次、宮坂覺『芥川竜之介 (作品論)』双文社出版、1990年12月。ISBN 978-4881642047。
- 宮島資夫（著）、海老井英次（編）『編年体大正文学全集〈第5巻〉大正五年』ゆまに書房、2000年11月。ISBN 978-4897148946。
- 原武哲、海老井英次、石田忠彦『夏目漱石周辺人物事典』笠間書院、2014年7月28日。ISBN 978-4305707222。

### 翻訳
- G.ダリダン（著）、海老井英次（訳）『平安朝の才女たち』八雲短歌会 西日本新聞社、1972年。ASIN B000J98KZ4。

## 論文・寄稿文
- 海老井英次「「六の宮の姫君」の自立性」『語文研究』第24号、九州大学国語国文学会、1967年10月、42-49頁、doi:10.15017/12240、ISSN 04360982、NAID 120000981862。
- 海老井英次「境忠一著「評伝宮沢賢治」」『語文研究』第26号、九州大学国語国文学会、1968年10月、75-77頁、doi:10.15017/12230、ISSN 04360982、NAID 120000981852。
- 海老井英次「「羅生門」--その成立の時期 (芥川竜之介への視覚(特集))」『国文学 解釈と教材の研究』第15巻第15号、学灯社、1970年11月、149-153頁、ISSN 04523016、NAID 40001348370。
- 海老井英次「「偸盗」への一視角」『語文研究』第31号、九州大学国語国文学会、1971年10月、197-206頁、doi:10.15017/12195、ISSN 04360982、NAID 120000981817。
- 海老井英次「「薮の中」原典と作家の主体(「薮の中」論-1-)」『北九州大学文学部紀要』第10号、北九州大学文学部、1974年2月、25-39頁、ISSN 04539605、NAID 40000639424。
- 海老井英次「「薮の中」論-2-比較文学的考察よりみた独創性」『北九州大学文学部紀要』第13号、北九州大学文学部、1975年6月、p1-14、ISSN 04539605、NAID 40000639498。
- 海老井英次「「薮の中」主題考--「薮の中」論-3- (〔北九州大学〕文学部創立10周年記念号)」『北九州大学文学部紀要』第16号、北九州大学文学部、1976年、p41-52、ISSN 04539605、NAID 40000639485。
- 海老井英次「「薮の中」の構成の性格--その重層性と「俊寛」」『日本近代文学』第23号、日本近代文学会、1976年10月、p129-137、ISSN 05493749、NAID 40002879515。
- 海老井英次「「老年」から「羅生門」へ--大正三年秋の<精神的な革命>による飛翔 (芥川竜之介<特集>) -- (作品論)」『国文学解釈と鑑賞』第48巻第4号、至文堂、1983年3月、p30-36、ISSN 03869911、NAID 40001334979。
- 海老井英次「芥川文学における空間の問題-1-「戯作三昧」の<書斎>と「玄鶴山房」の<離れ>」『文学論輯』第29号、九州大学教養部文学研究会、1983年3月、p23-35、ISSN 02882760、NAID 40003398161。
- 海老井英次「芥川文学における空間の問題-2-垂直軸にそう展開の検討」『文学論輯』第30号、九州大学教養部文学研究会、1984年8月、p41-55、ISSN 02882760、NAID 40003398165。
- 海老井英次「論証はどのように行うか (近代文学・現代文学論文・レポート作成必携)」『別冊国文学』第51号、学燈社、1998年7月、84-91頁、ISSN 03873757、NAID 40004223111。
- 海老井英次「「文明開化」の妖怪づくし : 三木愛花『百鬼夜行 社会仮粧舞』の世界」『Comparatio』第5号、九州大学大学院比較社会文化学府比較文化研究会、2001年3月、1-10頁、doi:10.15017/15988、ISSN 13474286、NAID 110007159061。
- 海老井英次「「羅生門」百年・雑感 (特集 「羅生門」百年)」『敍説. 3 : 文学批評』第13号、花書院、2016年3月、2-4頁、ISSN 1343-7542、NAID 40020781209。